# Gare de Bungo-Mori
La gare de Bungo-Mori (豊後森駅, Bungo-Mori-eki) est une gare ferroviaire du bourg de Kusu, dans la préfecture d'Ōita au Japon. Elle est exploitée par la JR Kyushu.

## Situation ferroviaire
La gare de Bungo-Mori est située au point kilométrique (PK) 73,2 de la ligne principale Kyūdai.

## Histoire

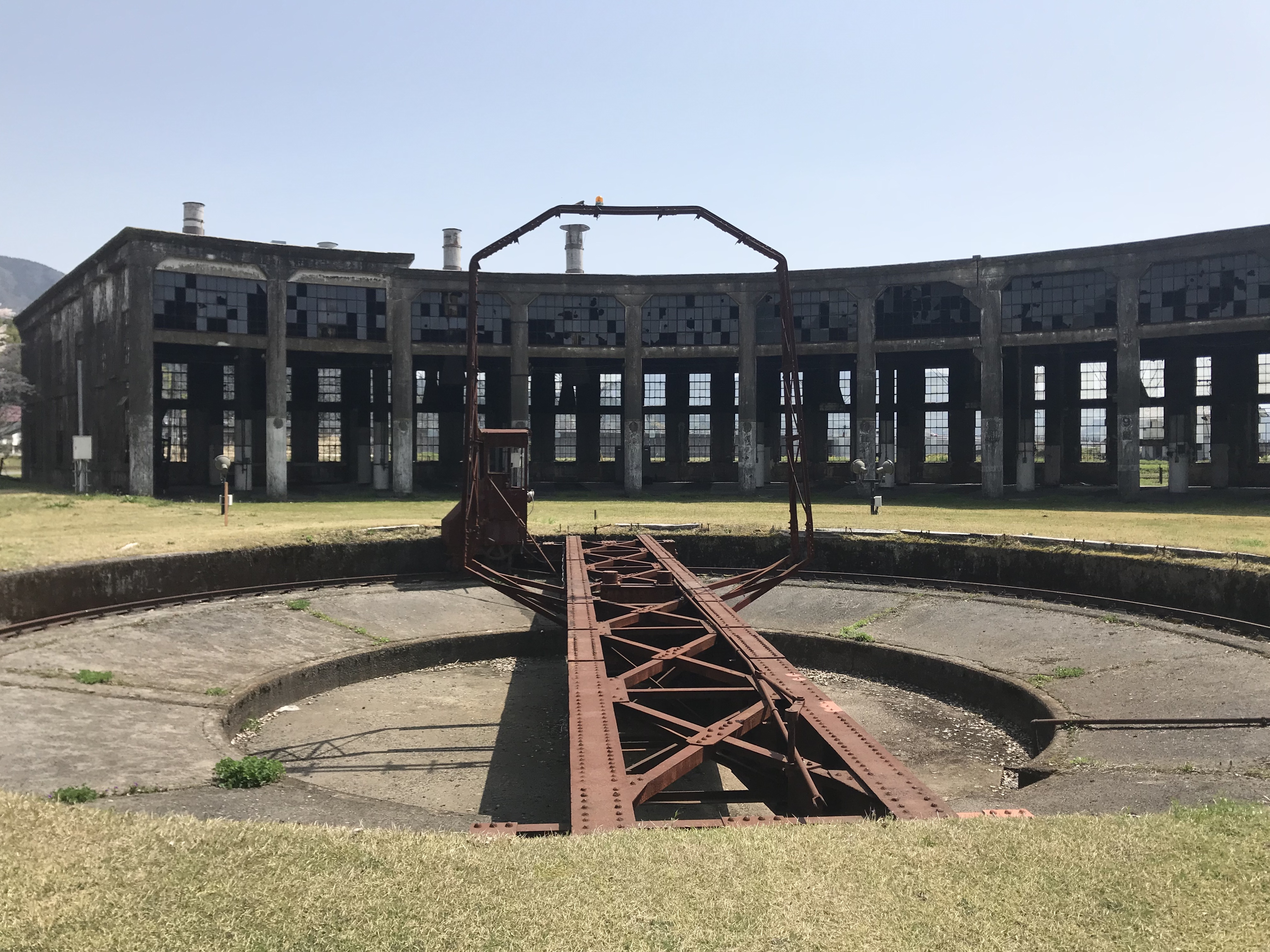
Ancienne rotonde de Bungo-Mori.

La gare a été inaugurée le 15 décembre 1929. La rotonde attenante à la gare a fonctionné de 1934 à 1970.

## Service des voyageurs

### Accueil
La gare dispose d'un bâtiment voyageurs, avec guichets, ouvert tous les jours.

### Desserte
- Ligne principale Kyūdai :
  - voies 1 à 3 : direction Kurume, Yufuin et Ōita